# 頸城大野駅
頸城大野駅（くびきおおのえき）は、新潟県糸魚川市大字大野字稲場にある、西日本旅客鉄道（JR西日本）大糸線の駅である。

## 歴史
駅名が他の駅と被りそうな場合は区別するため旧国名を冠しているが、新潟県では当駅が開業した当時、同じ県内に新潟交通の越後大野駅（平成11年4月5日廃止）が既にあったため当駅は周辺の地名である頚城を冠している。
- 1934年（昭和9年）11月14日：国有鉄道大糸北線 根知駅 - 糸魚川駅間の開通と同時に開業。旅客・貨物の取扱を開始[2]。
- 1957年（昭和32年）8月15日：大糸北線が大糸線の一部となり、当駅もその所属となる[3]。
- 1972年（昭和47年）10月2日：貨物の取扱を廃止[2][4]。同時に駅員無配置駅となる[5]。
- 1987年（昭和62年）4月1日：国鉄分割民営化により、西日本旅客鉄道の駅となる[2]。
- 2014年（平成26年）
  - 11月22日：長野県神城断層地震による信濃大町駅 - 糸魚川駅間の不通により営業休止。
  - 11月23日：平岩駅 - 糸魚川駅間復旧により営業再開。

## 駅構造

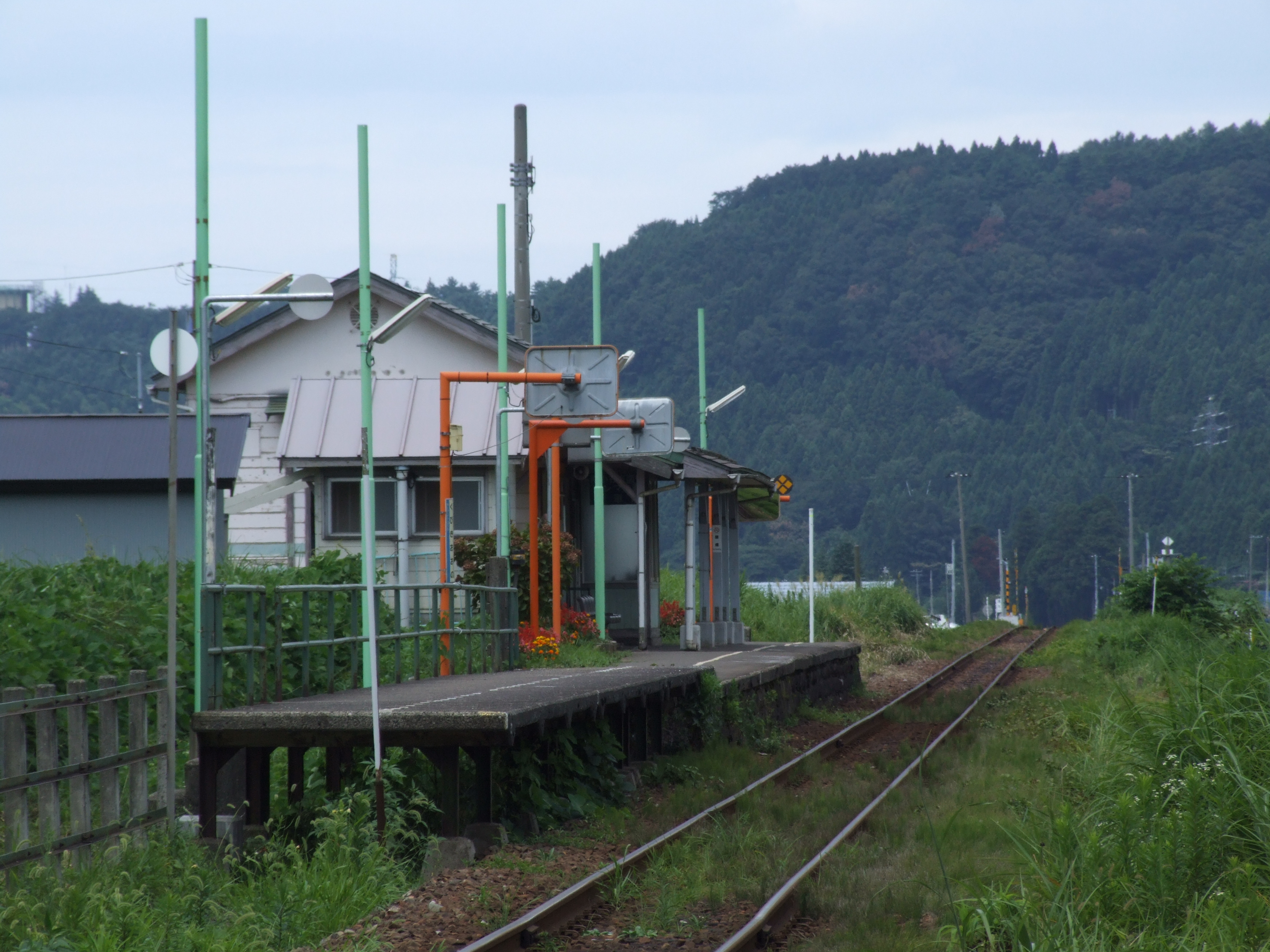
構内（2009年5月）

糸魚川方面に向かって左側に単式1面1線のホームを持つ地上駅（停留所）。
北陸広域鉄道部管理の無人駅となっている。ホームに面して木造の駅舎があるが自動券売機は設置されていない。
ホーム内には花壇があり、地元の「下（しも）子供会」が春と秋に手入れを行なっている。

## 利用状況
近年の1日平均乗車人員は以下の通りである。
| 年度   | 1日平均 乗車人員 |
| ------ | ---------------- |
| 2004年 | 49               |
| 2005年 | 26               |
| 2006年 | 13               |
| 2007年 | 16               |
| 2008年 | 14               |
| 2009年 | 12               |
| 2010年 | 16               |
| 2011年 | 12               |
| 2012年 | 9                |
| 2013年 | 6                |
| 2014年 | 9                |
| 2015年 | 10               |
| 2016年 | 9                |
| 2017年 | 15               |
| 2018年 | 12               |
| 2019年 | 13               |
| 2020年 | 11               |
| 2021年 | 8                |
| 2022年 | 8                |

## 駅周辺
住宅がやや多い。
- 越後大野郵便局
- 糸魚川市立大野小学校
- ひすい農業協同組合（JAひすい）姫川支店
- 国道148号
- 姫川

## バス路線
糸魚川バスの「頸城大野駅前」停留所が駅から西南に200メートルの位置に、「頸城大野駅入口」停留所が国道148号線上（駅から500メートル）にあるが、「頸城大野駅前」停留所は経由しない便がある。
- 糸魚川バス・別所線
  - 別所／山口（雨飾温泉最寄停留所）／根知新道方面
  - 糸魚川駅／糸魚川総合病院方面

## 隣の駅
西日本旅客鉄道（JR西日本）
■大糸線
根知駅 - 頸城大野駅 - 姫川駅